# Marcelle Tascher de la Pagerie
Marie-Marseille-Adéle "Marcelle" Tascher de la Pagerie, född Clary 1792, död 1866, var en fransk grevinna. Hon var hovmästarinna för Sveriges drottning Desideria.

## Biografi
Marcelle Tascher de la Pagerie var dotter till Etienne-Francois Clary (1757–1823) och Catherine-Marguerite-Marseille Guey (död 1804). Hon var brorsdotter till Désirée Clary (drottning Desideria) och gifte sig med greve Henri de Tascher de la Pagerie (död 1816), en kusin till Frankrikes kejsarinna Josephine de Beauharnais.
När hennes faster Desideria år 1823 återvände till Sverige för att inta sin plats som drottning vid svenska hovet, följde hon med henne. Under tiden mellan den förra drottningens död 1818 och Desiderias ankomst 1823 hade hovlivet nästan varit upplöst, och när det återskapades avskaffade kung Karl XIV Johan en mängd gamla sedvänjor, så som publik spisning, sängledning, samt kyssandet av de kungliga kvinnornas kjolfåll vid hovpresentationer. Vid Desiderias ankomst till Sverige blev det nödvändigt att skapa en ny hovstat åt henne, där Caroline Lewenhaupt inledningsvis kvarstod som överhovmästarinna, men hon ersattes efter Desideras ankomst av Marcelle Tascher de la Pagerie. Bland övriga ur det franska följet nämns marskalk Michel Neys söner, som blev officerare och populära sällskapsmänniskor, samt kungens kammartjänare Joachim Moulier och Jean Barthelemy Doutta och Desiderias kammarfruar Eleonore Felix, Virginie Brunot och kammartjänare Louis Brunot samt några hovmästare, köksmästare och lektörer.
Desideria tyckte om sällskapsliv, men hon ville delta i det utan de begränsningar etiketten lade på umgänget, något som gjorde att hon kom i konflikt med den svenska adeln, där hon förlöjligades. Magnus Brahe beskrev henne till exempel som "kollrig" och allmänt omöjlig i breven till Aurora Wilhelmina Koskull. Under Marcelle Tascher de la Pageries tid som överhovmästarinna var denna konflikt ännu inte så akut, eftersom Tascher var populär i sällskapslivet.
Marcelle Tascher utgjorde Desiderias främsta sällskap: det var med henne denna kunde diskutera sina minnen av Frankrike, som tillhörde Desiderias främsta intresse i Sverige. Tascher fick en egen tjänstevåning på slottet där hon blev en omtyckt medlem av sällskapslivet. Hon beskrivs under sin tid i Sverige: 
"Af de samtidigt anlände utländingarne, som nu med vårt hof förenades, intogos främste platserne af grefvinnan Tascher och hennes svåger grefve Louis Tascher. Den förra, född Clary, en brorsdotter till drottningen, var en livlig, mörkögd skönhet, som, förmäld med en brorson till kejsarinnan Josephine, under Joseph Bonapartes korta konungavälde i Spanien utgjort förnämsta perlan i hans hof. Hon utnämndes nu till hofmästarinna hos drottningen, hvars odelade förtroende hon egde. Vänlig, glad, förekommande, och således i allo en motsats till madame La Flotte, som år 1811 åtföljt dåvarande kronprinsessan och i Stockholm vann så föga sympatier, gjorde hon sig snart vänner vid hofvet. Hennes salong blef inom kort en föreningspunkt för hofkretsens ungdom och jemväl för »corps diplomatique», som ej försmådde att här bakom courtoisiens skärm sköta sitt hemliga kunskaparevärf." 
Tascher de la Pagerie förklarade 1827 sin avsikt att lämna Sverige på grund av hemlängtan. Desideria kommenterade Tascher: ”förstår du, att jag i min tillbakadragna ställning föredrar att vara ensam, jag sysselsätter mig då bättre, så mycket mer som hon sällan delar denna avskildhet med mig, och hennes nöjen kom mig att skarpare känna avsaknaden av mina egna; jag stannade alltid i skuggan, och hon var solen.”  När hon återvände till Frankrike blev hon mycket saknad av Desideria, som därefter endast hade svenska hovdamer och ska ha känt sig isolerad av att inte ha någon att tala med om sina minnen av Frankrike. Desideria ersatte henne med grosshandlare Carl Abraham Arfwedson, som hade varit gäst i hennes hem under hennes uppväxt och som hon därefter ofta talade med om Frankrike, något som gav upphov till rykten att de en gång ska ha haft en romans.  Vid sin kröning 1829 förklarade Desideria att hon hade behövt Tascher ”Det blir mycket besvärligt, och jag skulle behövt Marcelle här för att ge mig mod, men det måste jag avvara.”